# 小行星4738
小行星4738（英語：4738）是一颗围绕太阳公转的小行星。1985年9月15日，D. B. Goldstein在帕洛马山发现了此天体。
这颗小行星的绝对星等为330.6328856002704等。